# Krujë
Krujë, Croya ou Krouya (Krujë, prononciation en albanais : /ˈkruj/ ; anciennement Croïa en français) est une municipalité d'Albanie, connue pour ses paysages et ses maisons médiévales en pierre.
Depuis une réforme en 2015, Krujë a englobé cinq autres municipalités, sa population avoisinant aujourd'hui les 59 800 habitants.
Elle est une des trois municipalités du district de Durrës.

## Monuments
Le château de Skanderbeg à Krujë est maintenant un musée.

## Liens externes

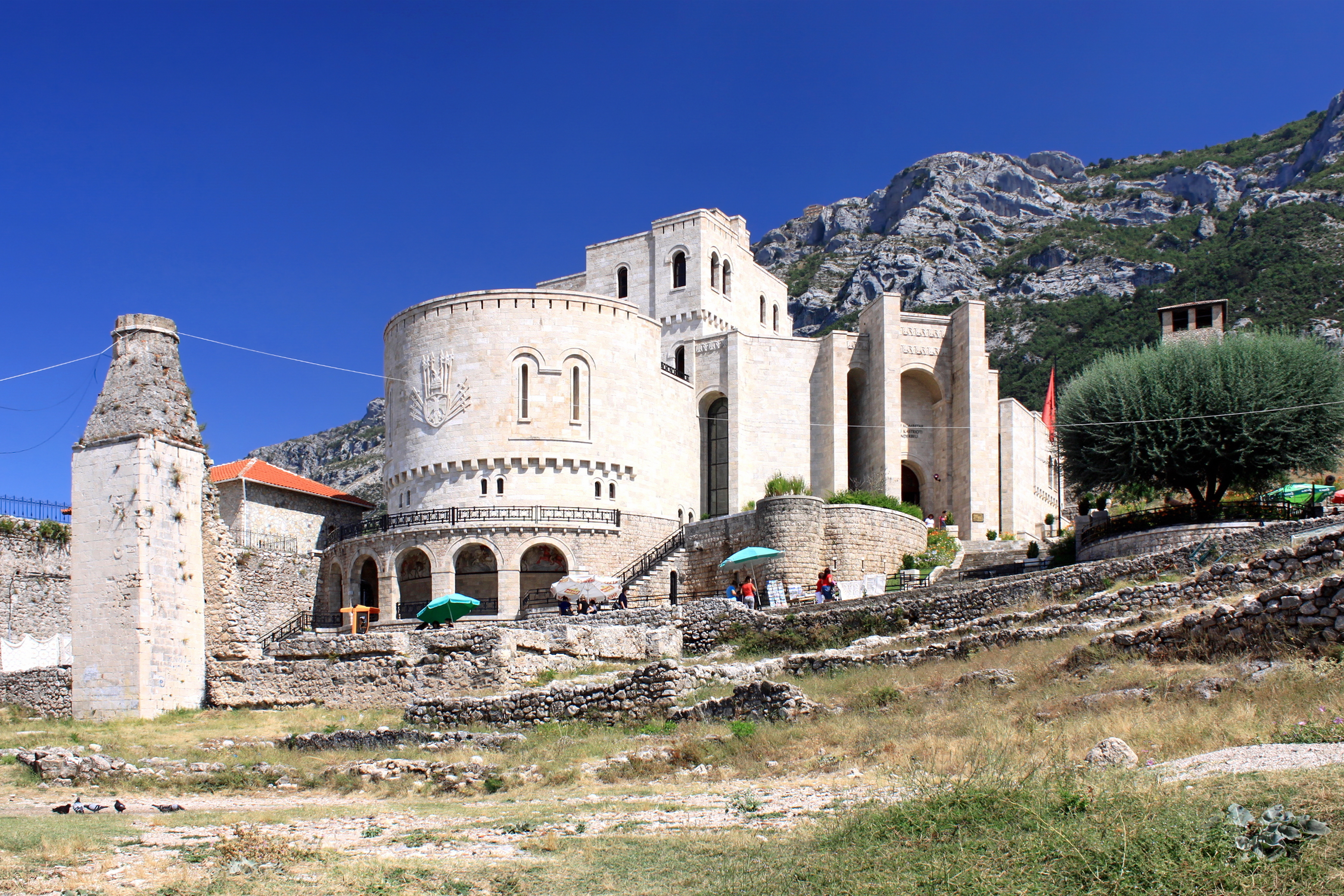
Musée Skanderbeg.

## Sièges
- Siège de Krujë de 1450
- Siège de Krujë de 1466-1467
- Siège de Krujë de 1467
- Siège de Krujë de 1478 (en)